# Церква Успіння Пресвятої Богородиці (Яргорів)
Церква Успіння Пресвятої Богородиці в Яргорові — парафія і храм греко-католицької громади Коропецького деканату Бучацької єпархії Української греко-католицької церкви в селі Яргорів Чортківського району Тернопільської области.

## Історія церкви
До 1946 року парафія була греко-католицькою. З 1946 по 1990 рік парафія і храм належали до РПЦ. У 1991 році громада перейшла в лоно УГКЦ.
Дерев'яний храм був збудований громадою села в 1927 році. При парафії діють братство «Матері Божої Неустанної Помочі» та Вівтарна дружина. На території парафії також збудовано капличку з фігурою Матері Божої.

## Парохи
- о. Марко Гіль,
- о. Іван Ворончак,
- о. Михайло Костенко (з 1992).